# Andrew Lockington
Andrew Lockington (Burlington, 31 gennaio 1974) è un compositore canadese.

## Biografia
Andrew Lockington nacque il 31 gennaio del 1974 a Burlington, Canada. Egli ha composto le colonne sonore di vari film, come Viaggio al centro della terra 3D (2008), Ember - Il mistero della città di luce (2008), Percy Jackson e gli dei dell'Olimpo - Il mare dei mostri (2013), San Andreas (2015) e Lo spazio che ci unisce (2017).

## Filmografia

### Cinema
- X Change - Scambio di corpi (XChange), regia di Allan Moyle (2000)
- Long Life, Happiness & Prosperity, regia di Mina Shum (2002)
- Fast Food High, regia di Nisha Ganatra (2003)
- Scandalo a Londra (Touch of Pink), regia di Ian Iqbal Rashid (2004)
- Saint Ralph, regia di Michael McGowan (2004)
- Cake - Ti amo, ti mollo... ti sposo (Cake), regia di Nisha Ganatra (2005)
- Skinwalkers - La notte della luna rossa (Skinwalkers), regia di James Issac (2006)
- Al ritmo del ballo (How She Move), regia di Ian Iqbal Rashid (2007)
- Viaggio al centro della terra (Journey to the Center of the Earth), regia di Eric Brevig (2008)
- One Week, regia di Michael McGowan (2008)
- Ember - Il mistero della città di luce (City of Ember), regia di Gil Kenan (2008)
- Frankie & Alice, regia di Geoffrey Sax (2010)
- This is Beat - Sfida di ballo (Beat the World), regia di Robert Adetuyi (2011)
- Viaggio nell'isola misteriosa (Journey 2: The Mysterious Island), regia di Brad Peyton (2012)
- I'll Follow You Down, regia di Richie Mehta (2013)
- Percy Jackson e gli dei dell'Olimpo - Il mare dei mostri (Percy Jackson: Sea of Monsters), regia di Thor Freudenthal
- Siddharth, regia di Richie Mehta (2013)
- San Andreas, regia di Brad Peyton (2015)
- Incarnate - Non potrai nasconderti (Incarnate), regia di Brad Peyton (2016)
- Lo spazio che ci unisce, regia di Peter Chelsom (2017)
- Amore e tradimento (Meditation Park), regia di Mina Shum (2017)
- Rampage - Furia animale, regia di Brad Peyton (2018)
- Time After Time (Time Freak), regia di Andrew Bowler (2018)
- Voglia di gentilezza (The Kindness of Strangers), regia di Lone Scherfig (2019)
- Trigger Point, regia di Brad Turner (2021)

### Televisione
- At the End of the Day: The Sue Rodriguez Story, regia di Sheldon Larry – film TV (1998)
- Stranger Inside, regia di Cheryl Dunye – film TV (2001)
- Cosmopolitan, regia di Nisha Ganatra – cortometraggio TV (2003)
- Missing (1-800-Missing) – serie TV, 48 episodi (2003–2006)
- One Dead Indian, regia di Tim Southam – film TV (2006)
- Il mistero della porta accanto (The House Next Door), regia di Jeff Woolnough – film TV (2006)
- Left Coast, regia di Michael McGowan – film TV (2008)
- Deadliest Sea, regia di T. J. Scott – film TV (2009)
- Sanctuary – serie TV, 28 episodi (2009–2011)
- Primeval: New World – serie TV, 13 episodi (2012–2013)
- Pirate's Passage, regia di Mike Barth e Jamie Gallant – film TV (2015)
- Aftermath – serie TV, 13 episodi (2016)
- Frontiera (Frontier) – serie TV, 12 episodi (2016-2017)
- Delhi Crime – serie TV, 7 episodi (2019)
- Daybreak – serie TV, 10 episodi (2019)
- American Gods – serie TV, 10 episodi (2021)
- Mayor of Kingstown – serie TV, 10 episodi (2021-in corso)

## Riconoscimenti
- Breakout Composer of the Year Award - IFMA Awards (2009) per Viaggio al centro della terra 3D e Ember - Il mistero della città di luce[1]
- Nomination Best Original Score for a Fantasy/Science Fiction Film per Ember - Il mistero della città di luce[2]
- BMI Awards per Viaggio al centro della terra 3D, Viaggio nell'isola misteriosa, Percy Jackson e gli dei dell'Olimpo - Il mare dei mostri, San Andreas